# Iannis Katsahnias
Iannis Katsahnias, né le 24 juin 1958 à Athènes et mort le 17 mai 1999 à Paris, est un journaliste et critique de cinéma français d'origine grecque,.

## Éléments biographiques
Né à Athènes en 1958, Iannis Katsahnias arrive en France en 1977. Il obtient une maîtrise en Études théâtrales à l'Université Sorbonne Nouvelle - Paris 3 en 1982, avec un mémoire intitulé Le Faux dans la dramaturgie de Genet sous la direction de Monique Borie.
Katsahnias devient collaborateur régulier des Cahiers du cinéma de décembre 1985 à avril 1991. Il y écrit principalement sur le cinéma américain, en particulier les films de genre et les évocations de l'enfance, dans un "ton personnel [...] qui détonne avec le style alors dominant dans la revue". Antoine de Baecque le décrit comme le spécialiste du cinéma américain de sa génération avec Nicolas Saada, et le crédite d'avoir modifié la relation des Cahiers au cinéma américain de cette période, notamment en découvrant le cinéma de Tim Burton. Katsahnias signe la critique du Batman de Tim Burton dans le numéro de septembre 1989, alors que le soutien du film par les Cahiers, à travers son texte et une couverture accordée au film, est largement controversé,,.
Travaillant sporadiquement pour les Cahiers dans la suite des années 1990, où il signe la réhabilitation dans la revue de Larry Clark avec un texte sur Kids, Katsahnias publie en 1997 une monographie de Francis Ford Coppola aux éditions des Cahiers du cinéma, qui allie "la rigueur de l’analyste à un vrai bonheur d’écriture" selon Frédéric Bonnaud aux Inrockuptibles. Il participe en mars 1998 à l'émission Le cercle du cinéma présentée par Bernard Rapp et Marie Colmant, puis après la découverte des photographies de Larry Clark et Nan Goldin, se consacre à un premier roman qui restera inachevé, Vies incertaines.
Il meurt à Paris des suites du sida, à l'âge de quarante ans, en 1999.